# Ramburelles
Ramburelles è un comune francese di 260 abitanti situato nel dipartimento della Somme nella regione dell'Alta Francia.

## Società

### Evoluzione demografica
Abitanti censiti